# يحيى النجعي
يحيى مهدي النجعي (مواليد 2 مارس 1999) هو لاعب كرة قدم سعودي ويلعب حاليًا في نادي نادي الوحدة.

## مسيرة اللاعب
كانت بداياته في الفئات السنية في نادي الثقبة و انتقل إلى نادي النصر في عام 2014 و انتقل إلى نادي الوحدة في صيف 2021.

## روابط خارجية
- يحيى النجعي على موقع قاعدة بيانات كرة القدم.إي يو (الإنجليزية)
- يحيى النجعي على موقع Soccerway.com (الإنجليزية)
- يحيى النجعي على موقع كووورة